# Iglesia de la Virgen de la Luz (Navajas)
La Iglesia parroquial de la Virgen de la Luz, de Navajas, en la comarca del Alto Palancia,  provincia de Castellón, España, es una iglesia, sita en el centro urbano, en la plaza de la Iglesia número 1,  catalogada como Bien de Relevancia Local, con código identificativo: 12.07.081-001, según datos de la Dirección General de Patrimonio Artístico de la Generalidad Valenciana.
Pertenece a la Diócesis de Segorbe-Castellón,  y en ella está incluida en el arciprestazgo número uno, La Asunción de Nuestra señora, con centro en Segorbe. Curiosamente, pese a que tanto Conferencia Episcopal como Diócesis de Segorbe-Castellón nombra a esta Iglesia parroquial como de la Inmaculada Concepción, en el listado de bienes de la Dirección General de Patrimonio Artístico de la Generalidad Valenciana, se hace referencia a ella como de la Virgen de la Luz. La advocación es a la Inmaculada, pese al camarín de la Virgen de la Luz, patrona de la localidad.

## Descripción
Se trata de un edificio construido en el siglo XVIII en mampostería, piedra angular y recoque de cal. La iglesia presenta planta de nave única con la fachada a los pies, datada  en el siglo XIX, presenta revoque de cemento y puerta de acceso tipo retablo, enmarcada por pilastras y cuerpo superior con hornacina para la imagen de la Virgen.
El campanario de la torre forma parte, al menos su primer cuerpo, de la fachada del edificio, situándose al lado del evangelio. La torre presenta un segundo cuerpo (en el que hay ventanas semicirculares) y cupulín.
Externamente se pueden ver contrafuertes por encima de las capillas laterales.
Respecto al interior, la nave única presenta capillas laterales, todas ellas comunicadas entre sí, y se haya dividida en tres crujías, y tiene crucero. Se observan  soportes de muros, pilastras y arcos de medio punto, todo lo cual da pie a la bóveda de cañón que conforma la cubierta interior con lunetos  en las tres crujías y en el crucero, así como ventanas enmarcadas por pilastras pareadas en el tambor de la cúpula peraltada que se eleva en el crucero y que externamente se remata con tejas de cerámica azules. A los pies del templo y elevado, se sitúa el coro, que permite observar un frente con dintel y tiene un óculo central que permite la entrada de luz natural a la zona del mismo.
En cuanto a la decoración, está realizada mayoritariamente durante el siglo XIX, presentando pilastras adosadas en las que se utilizan capiteles compuestos y cuerpo arquitrabado superior con guirnaldas que unen los capiteles y cenefas doradas.
La iglesia tiene un camarín datado en el siglo XIX dedicado a la Virgen de la Luz, patrona del  municipio  de Navajas, de la que posee además una reliquia, que conforma, junto a un crucifijo de marfil de gran valor y dos esculturas (una de la Virgen de los Dolores y otra de Cristo Yaciente) obra del escultor local Manolo Rodríguez, el pequeño “tesoro”  parroquial.
Cabe destacar la capilla de la Virgen o de la Sagrario, que tiene acceso desde el exterior, presentando en la fachada donde se sitúa esta puerta, una espadaña de un solo cuerpo. Se sitúa en el lado del evangelio.
Durante el  conflicto bélico del 36 se produjeron graves desperfectos en la iglesia, destacando la desaparición de todos los altares y retablos, además de un óleo pintado sobre tabla y datado en el siglo XVI, 1670, que representaba a la Virgen, y que popularmente se le llamaba Virgen de la Luz.